# 南弗洛尔达塞拉
南弗洛尔达塞拉是巴西巴拉那州的一个市镇。总面积254.886平方公里，总人口4775人，人口密度18.7人/平方公里。